# ماجد مصطفى
ماجد مصطفى محمود وهو سياسي وعسكري عراقي كردي، ولد سنة 1896 في السليمانية. كان عضوا رئيسا في حزب هيوا للفترة 1939 إلى 1942.
أكمل الدراسة في المدرسة الرشدية في السليمانية ثم ذهب إلى إسطنبول لإكمال دراسته ودخل المدرسة الحربية هناك فتخرج وعمل ضابطا في الجيش العثماني. اشترك في معركة جنق قلعة خلال الحرب العالمية الأولى.
ترك منصبه في الجيش العثماني والتحق بثورة الشيخ محمود الحفيد في السليمانية، وكان بامرته 200 رجل مسلح في منطقة مركه القريبة من بنكرد في قضاء دوكان، وكان من المقربين جدا للشيخ محمود الحفيد ورافقه إلى بغداد للقاء الملك فيصل الأول عام 1927، وبتوصية من الشيخ محمود الحفيد عينه الملك فيصل الأول في ذلك العام مديرا لناحية العزيزية في لواء الكوت.
بعدها شغل مناصب مختلفة منها قائممقام لقضاء العمادية للفترة 1929- 1931، وكذلك متصرفا للواء المنتفك عام 1936، ثم متصرفا للواء الديوانية عام 1937، ثم متصرفا للواء العمارة للفترة 1938- 1941، وقد سمي أحد أحياء العمارة بحي الماجدية تيمنا باسمه.
في عام 1941، فصل من الخدمة لتعاطفه مع حركة رشيد عالي الكيلاني.
كذلك شغل مناصب نيابية عن لواء السليمانية في المجلس النيابي العراقي في دورته التاسعة للفترة 1939 إلى 1943، وكذلك في الدورة النيابية الرابعة عشرة من 9 حزيران 1945 إلى 3 آب 1945.
شغل منصب وزير بلا وزارة في حكومة نوري السعيد للفترة 19 كانون الأول 1943 إلى 4 حزيران 1944. عمل وسيطا بين مصطفى البارزاني وحكومة نوري السعيد أثناء حركة بارزان، حيث التقى بمصطفى البارزاني في قرية أسبيندار القريبة من ميركه سور في 7 كانون الثاني 1944.
عين كذلك وزيرا للشؤون الاجتماعية في وزارة نوري السعيد في 15 أيلول 1950.
ماجد مصطفى خال فؤاد عارف، مرافق الملك غازي.
حصل ماجد مصطفى على وسام الرافدين من الدرجة الثالثة من النوع المدني عام 1936، و وسام الكوكب الأردني عام 1953.
توفي في بغداد في 2 آب 1974 ودفن في مقبرة الغزالية.